# Ruslan Ela
Ruslán Elá Ayana (Las Palmas de Gran Canaria, España, 7 de noviembre de 1983) es un exfutbolista hispano-ecuatoguineano. Se desempeñaba como lateral izquierdo, pero era un jugador polivalente ya que podía actuar de central como de interior zurdo. Fue internacional con la selección de Guinea Ecuatorial.

## Clubes
| Club                         | País   | Año       |
| ---------------------------- | ------ | --------- |
| Sporting Mahonés             | España | 2003-2004 |
| CD Logroñés                  | España | 2004-2005 |
| CF Villanovense              | España | 2005-2006 |
| CF Gavà                      | España | 2006-2007 |
| CD Masnou                    | España | 2007-2008 |
| Levante Las Planas (amateur) | España | 2008-2010 |